# Italo Svevo

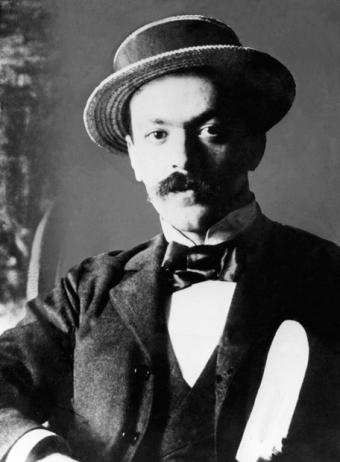
Italo Svevo

Italo Svevo (Triëst, 19 december 1861 - Motta di Livenza, 13 september 1928), een pseudoniem van Aron Hector (Ettore) Schmitz, was een Italiaans schrijver.
Svevo was een schrijver van romans, novellen, toneelstukken en korte verhalen. Daarnaast was hij ook zakenman. Svevo, van Joodse afkomst, werd geboren als zoon van een Duitse vader, Francesco Schmitz, en een Italiaanse moeder, Allegra Moravia.
In 1873 vertrok hij naar Duitsland om zich de Duitse taal eigen te maken, en het was tijdens deze periode dat hij in aanraking kwam met en zich ging interesseren voor de literatuur.
In 1878 keerde hij terug naar Triëst om er te studeren. Na twee jaar moest hij echter vanwege de financiële situatie zijn studie opgeven en gaan werken bij een bank. Hij heeft echter zijn voorliefde voor literatuur niet kunnen onderdrukken. Hij kwam vaak in de bibliotheek en ging steeds meer belangstelling tonen voor 19e-eeuwse Franse schrijvers en de filosofie van Arthur Schopenhauer.
Een samenwerking met de lokale, liberale krant L'Indipendente kwam tot stand, waarvoor hij onder het pseudoniem 'E. Samegli' artikelen en recensies over uiteenlopende onderwerpen schreef. In deze tijd boekte hij zijn eerste succes met het theaterstuk Ariosto Governatore en het verhaal L'assassino di via Belpoggio. Zijn eerste roman, Una vita (Een leven), schreef hij in 1892, net na de dood van zijn vader. Het was toen ook de eerste keer dat hij het pseudoniem 'Italo Svevo' gebruikte. In 1896 trouwde hij met zijn nicht Lidia Veneziani. Met haar kreeg hij een dochter: Letizia. Zijn tweede roman, Senilità (in het Nederlands vertaald als Een man wordt ouder), schreef hij in 1898. Die zou echter geen succes worden. Tussen 1899 en 1912 werkte hij voor zijn zwager. Ondanks het feit dat literatuur niet meer de eerste plaats leek in te nemen in het leven van Svevo was het toch juist in deze periode dat zijn werken Un marito (Een echtgenoot), Le avventure di Maria (De avonturen van Maria) en nog een tiental andere verhalen tot stand kwamen.
In 1907 leerde hij James Joyce kennen. Uit die ontmoeting bloeide een vriendschap op. Joyce leerde hem Engels en hield zo zijn interesse voor de literatuur in leven. De theorieën van Sigmund Freud gaven een nieuwe impuls aan zijn interesse voor de psychoanalyse. In 1915 vluchtte zijn familie uit Triëst uit angst voor de Eerste Wereldoorlog. Svevo bleef alleen achter om het bedrijf te runnen. Dit moest enkele jaren later echter zijn deuren sluiten en dat gaf hem de kans om zich weer op zijn literaire activiteiten te storten. Zo vertaalde hij onder andere samen met een neef Freuds Traumdeutung in het Italiaans.
In 1919 begon hij met het schrijven van zijn derde roman: La coscienza di Zeno (Bekentenissen van Zeno). Het zou zijn beroemdste en meest geprezen werk worden. Tijdens zijn laatste jaren schreef hij nog aan een vierde roman: Le confessioni di un vegliardo (De bekentenissen van een oude man). Op 13 september 1928 verloor hij echter het leven als gevolg van een auto-ongeluk. Hij werd uiteindelijk bijna 67 jaar.
- Bibsys: 90158821
- Biblioteca Nacional de Chile: 000207433
- Biblioteca Nacional de España: XX909921
- Bibliothèque nationale de France: cb11925808f (data)
- Catàleg d'autoritats de noms i títols de Catalunya: 981058512093506706
- CiNii: DA00330242
- Digitale Bibliotheek voor de Nederlandse Letteren: svev001
- Gemeinsame Normdatei: 118758012
- International Standard Name Identifier: 0000 0001 2320 6587
- Library of Congress Control Number: n79021228
- Nationale Bibliotheek van Letland: 000222854
- Bibliotheek van het Japanse parlement: 00458150
- Nationale Bibliotheek van Tsjechië: jn20000605227
- Nationale bibliotheek van Australië: 35481436
- Nationale Bibliotheek van Israël: 987007268497505171
- Nationale Bibliotheek van Polen: a0000001662845
- Nationale en Universitaire bibliotheek Zagreb: 000035160
- Nederlandse Thesaurus van Auteursnamen: 06895915X
- Istituto Centrale per il Catalogo Unico: CFIV007334
- LIBRIS: 199515
- SNAC: w6bz6thh
- Système universitaire de documentation: 027409236
- Trove: 968714
- Virtual International Authority File: 49232071
- WorldCat: E39PBJpV8w8gXj3XR4tCXYdvpP